# Гаврилюк Анатолій Петрович (військовик)
Анато́лій Петро́вич Гаврилю́к (1980—2014) — прапорщик Збройних сил України, учасник російсько-української війни.

## Життєвий шлях
Народився 1980 року в місті Корець (Рівненська область); закінчив Корецьку ЗОШ № 1; по тому — Мирогощанський аграрний коледж (село Мирогоща Друга Дубенського району Рівненської області). Був миротворцем в Іраку, Лівані та Косові на початку 2000-х років. По тому проходив службу за контрактом; командир взводу, 80-та окрема бригада.
Загинув 5 вересня 2014 у бою з диверсійною групою терористів, коли разом із побратимами біля села Цвітні Піски забезпечував відхід українських військ у Слов'яносербському районі трасою Н21.
У часі бою з російським диверсійним підрозділом українські вояки — 97 осіб на 6 БТРах й 2 танках (1 БТР підірвали — не заводився) — зайняли кругову оборону між селами Цвітні Піски й Стукалова Балка, відбиваючи натиск терористів у числі 240—260 осіб. По тому засаду на техніці в русі на техніці. Після прибуття підрозділу під населений пункт Щастя констатували відсутність БТР-80 № 129, поранення зазнали 9 бійців. У бою загинули: прапорщик Анатолій Гаврилюк, сержант Іван Лемещук, молодші сержанти Віктор Бражнюк, Степан Бродяк та Іван Сова, солдат Руслан Степула. Вважалися зниклими безвісти: старший лейтенант Пилипчук Юрій Юрійович, лейтенант Ігор Петрівський, сержант Олексій Ващук, молодші сержанти Віктор Бражнюк, Гураль Олег Володимирович, старший солдат Володимир Соломчук, солдати Сергій Боднар, Ватаманюк Сергій Миколайович, Іван Воробель, Корнач Сергій Сергійович, Підгайний Микола Йосипович, Роман Симпович, Слободян Едуард Геннадійович, Турчин Михайло Степанович, Микола Федус. Вважаються полоненими капітан Кондрацький Віталій Володимирович, солдати Гринюк Микола Володимирович, Клим'юк Олександр Юрійович.
Похований у Корці. Без Анатолія лишилися батьки, дружина, донька Олександра, двоюрідна сестра Валентина Павлівна Микитчук.

## Нагороди та вшанування
- За особисту мужність і героїзм, виявлені у захисті державного суверенітету та територіальної цілісності України, вірність військовій присязі під час російсько-української війни, відзначений — нагороджений орденом «За мужність» (посмертно)
- в листопаді 2014-го у Корецькій ЗОШ № 1, яку він закінчив, встановлено меморіальну дошку його пам'яті
- Його портрет розміщений на меморіалі «Стіна пам'яті полеглих за Україну» у Києві: секція 4, ряд 1, місце 23
- Вшановується в меморіальному комплексі «Зала пам'яті», в щоденному ранковому церемоніалі 5 вересня[1]